# Grande Casserole

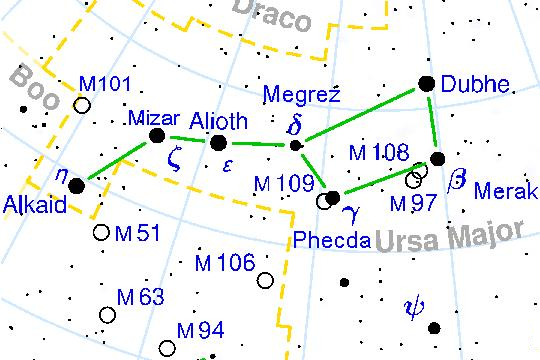
Carte de la Grande Casserole.

La Grande Casserole, aussi connue sous le nom de Grand Chariot et au Canada francophone sous le nom de Grand Chaudron ou Gros Chaudron, est un astérisme de sept étoiles qui a été reconnu, de tout temps, comme un groupement distinct d'étoiles. Les étoiles la constituant sont les sept plus brillantes de la constellation de la Grande Ourse.
Les anciens nommaient ce groupement d'étoiles le Septentrion. En latin, Septemtriones signifie les sept (septem) bœufs de labour (triones). L'astérisme était autrefois une constellation à part entière appelée constellation des sept bœufs.
Le terme septentrion est un synonyme vieilli de nord, faisant référence à cette constellation qui indiquait la direction du nord aux Romains ; mais l’adjectif septentrional, qui en découle, reste très usité.

## Étoiles
À l'intérieur de la constellation de la Grande Ourse, les étoiles de la Grande Casserole portent des noms venant de la désignation de Bayer. Elles sont nommées dans l'ordre alphabétique grec en partant du bol jusqu'au manche de la casserole et non par éclat comme pour les autres étoiles.
| Nom Propre | Désignation de Bayer | Magnitude apparente | Distance (al) |
| ---------- | -------------------- | ------------------- | ------------- |
| Dubhe      | α UMa                | 1,8                 | 124           |
| Merak      | β UMa                | 2,4                 | 79            |
| Phecda     | γ UMa                | 2,4                 | 84            |
| Megrez     | δ UMa                | 3,3                 | 81            |
| Alioth     | ε UMa                | 1,8                 | 81            |
| Mizar      | ζ UMa                | 2,1                 | 78            |
| Alkaid     | η UMa                | 1,9                 | 101           |

## Guide pour se repérer
De par sa forme caractéristique facile à trouver, la Grande Casserole est un astérisme très utile pour se repérer dans le ciel.

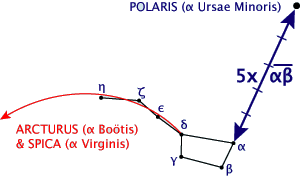
Guide pour localiser l'étoile polaire, Arcturus et Spica.

On peut ainsi retrouver facilement l'étoile polaire, qui appartient elle a l’astérisme de la Petite Ourse (Ursa Minor (UMi)). Pour cela, on reporte la distance entre les étoiles Dubhe (α UMa) et Merak (β UMa) cinq fois à partir de Dubhe vers l'extérieur de la Grande Casserole. En reportant cette distance cinq fois de plus on arrive près de la constellation de Cassiopée (avec son astérisme caractéristique en forme de W).
En prolongeant le manche en direction de l'extérieur, en suivant un arc, on arrive sur l'étoile Arcturus, dans la constellation du Bouvier. En continuant le prolongement dans la même direction on finit par arriver sur l'étoile Spica de la Vierge.
Prolongez une dizaine de fois le segment formé par Megrez (δ UMa) et Phecda (γ UMa), en direction de la constellation du Lion, et vous arriverez sur l'étoile Régulus (α leo). En prolongeant ce segment dans l'autre sens, en direction du Cygne, on arrive sur l'étoile Deneb (α Cygni).